# Кралски дворец в Осло
Кралският дворец (на норвежки: Slottet) в Осло е построен през първата половина на XIX в. като резиденция на норвежкия и шведския крал Карл III и се използва като официална резиденция на сегашния крал на Норвегия.
До завършването на двореца, членове на династията Бернадот използват за резиденция прекрасната къща в Християния (днешно Осло), поверена на града през 1805 г. Крал Чарлс III никога не вижда своя дворец в завършен вид, но неговите наследници Оскар I, Карл IV и Оскар II използват сградата често при престоите си в Християния. Те прекарват по-голямата част от времето си в шведската столица Стокхолм, но се опитват да ходят и в Норвегия за няколко месеца в годината. Оскар II често посещава двореца, но предпочита своята крайморска вила през летните почивки, докато кралица София стои най-вече в своята резиденция в провинцията, близо до границата, заради своето здраве. Оскар II отсъства от двореца през цялата 1905 г., която е годината на разтурянето на съюза между Норвегия и Швеция, но синът му принц Густав посещава за кратко двореца в безрезултатни опити да спаси съюза между двете държави.
Династията Бернадот се отказва от трона през 1905 г., който е поет от датския принц Карл, приемайки името Хаакон VII, когато е избран за крал на вече напълно независимата Норвегия. Той е първият монарх, който използва двореца като постоянна резиденция.
Дворецът е проектиран от родения в Дания архитект Ханс Линстов (1787 – 1851). Основите са положени през 1825 г., а самата сграда е завършена през 1849 г., когато на трона е Оскар I.
През царуването на крал Олаф V от 1957 до 1991 г. на Кралския дворец не се правят ремонти и сградата е занемарена. Когато днешният монарх на Норвегия крал Харолд V започва ремонт, той е спрян поради липсата на достатъчно средства, за да може дворецът да има задоволителен вид.